# Balavé (département)
Balavé est un département du Burkina Faso située dans la province des Banwa et la région de la Boucle du Mouhoun. En 2019, le dernier recensement général comptabilisait 24 103 habitants. 

## Villages
Le département de Balavé comprend un village chef-lieu (populations actualisées en 2012) :
- Balavé (5 108 habitants)

et 7 autres villages :
- Badinga (2 150 habitants)
- Doga (898 habitants)
- Gama (854 habitants)
- Hasbialaye (877 habitants)
- Lago (691 habitants)
- Tangouna (1 089 habitants)
- Yasso (4 533 habitants)